# Helicteres
Helicteres är ett släkte av malvaväxter. Helicteres ingår i familjen malvaväxter.

## Bildgalleri

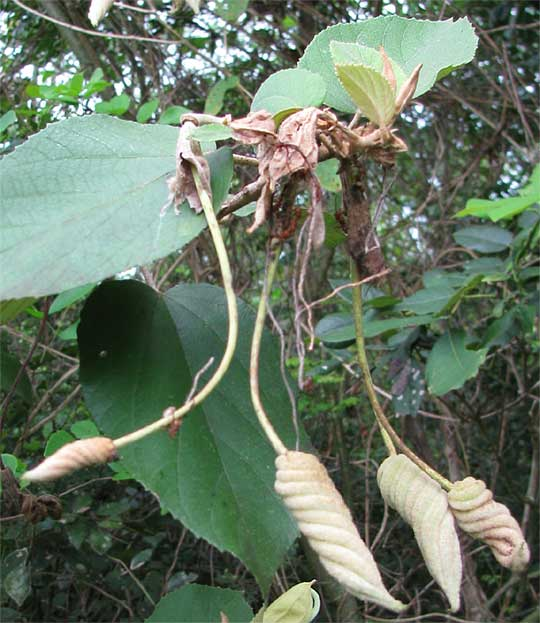
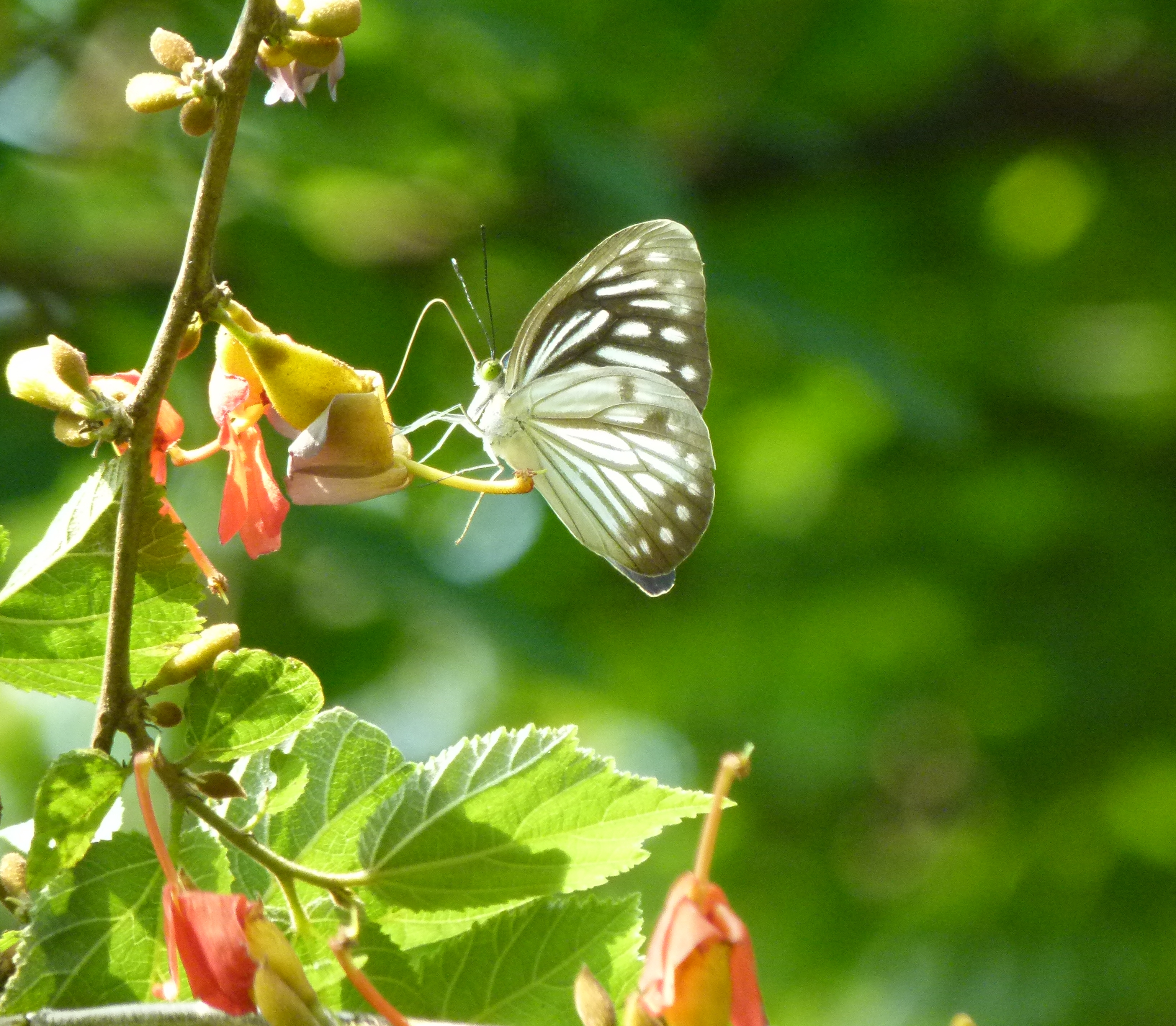
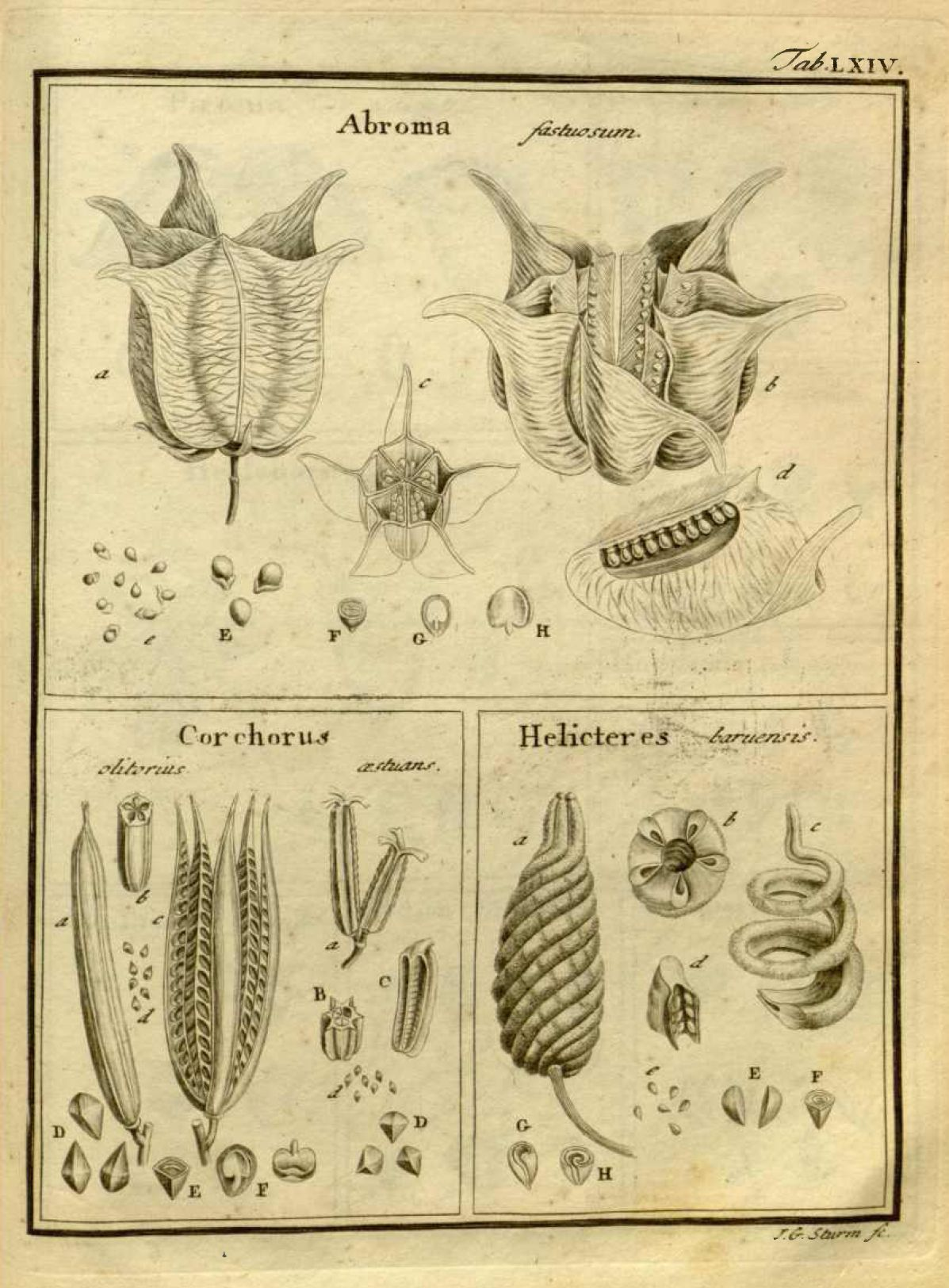
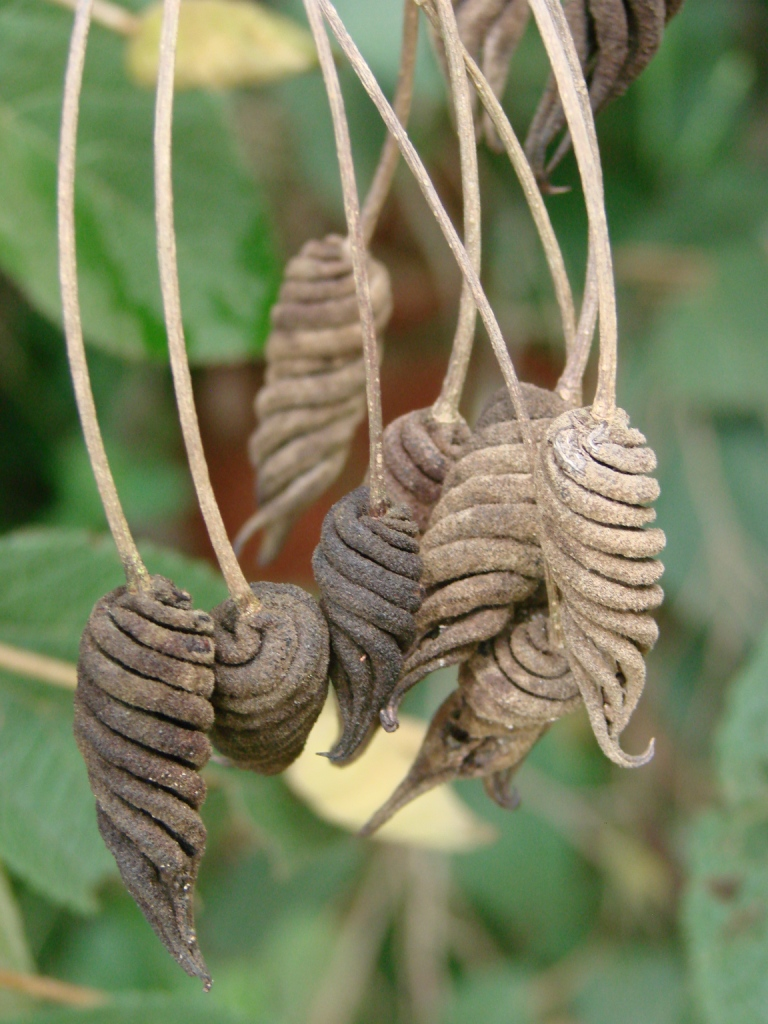
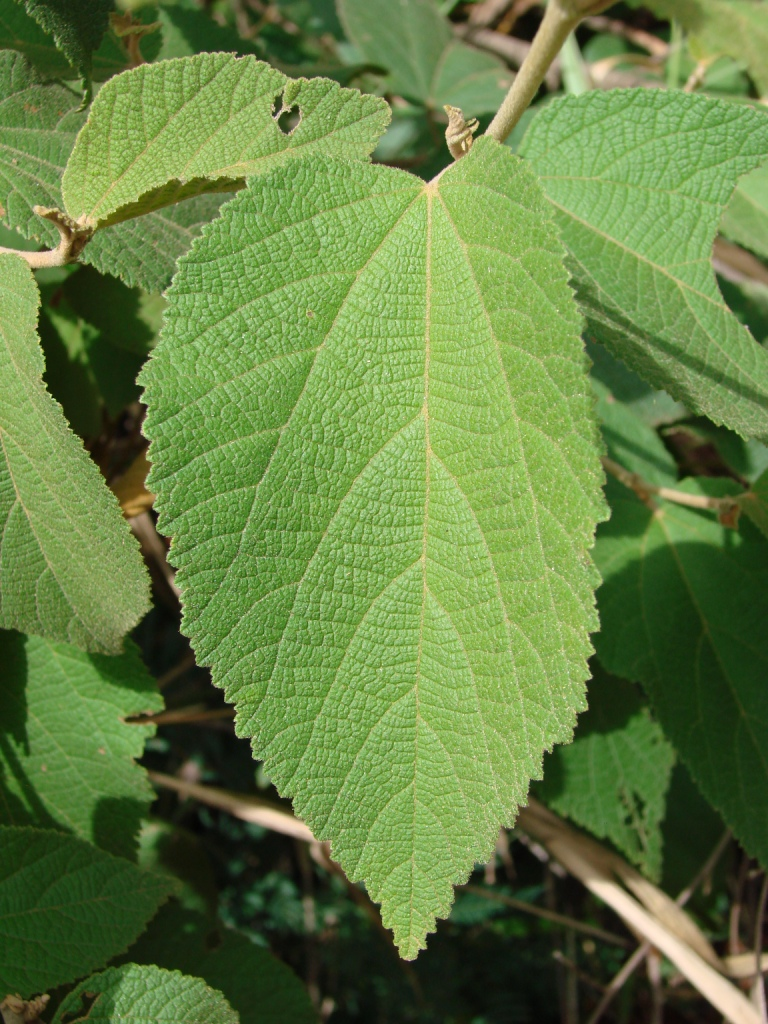
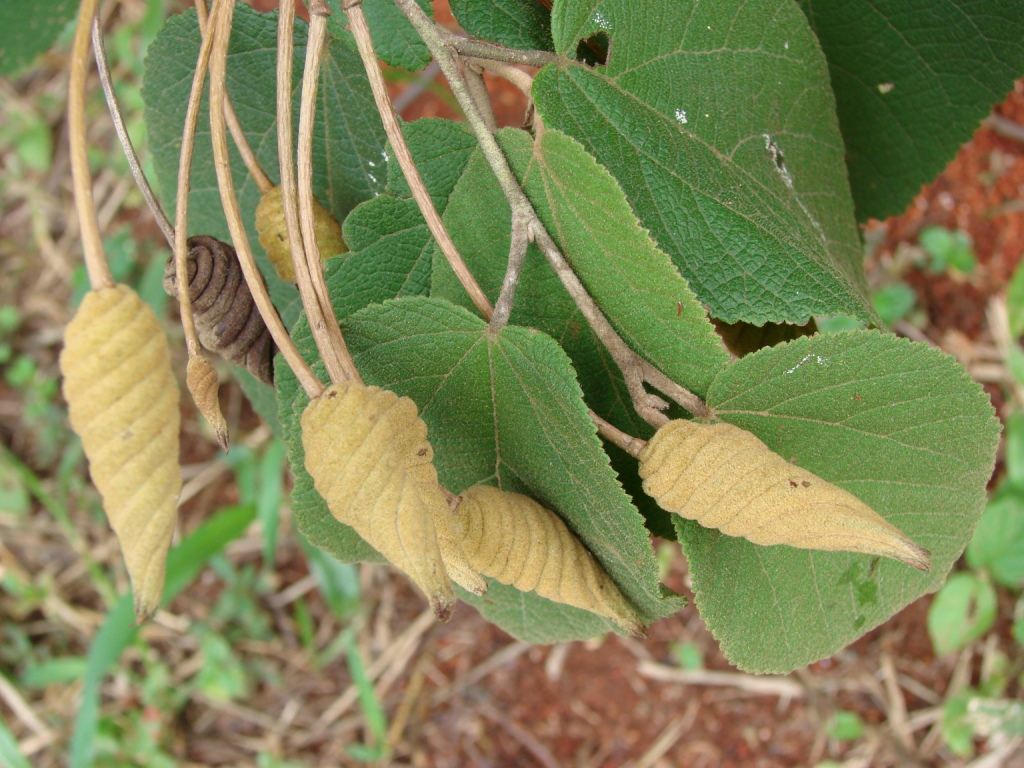

## Dottertaxa tillHelicteres, i alfabetisk ordning[1]
- Helicteres andersonii
- Helicteres angustifolia
- Helicteres aspera
- Helicteres baruensis
- Helicteres biflexa
- Helicteres brevispira
- Helicteres calcicola
- Helicteres cana
- Helicteres carthagenensis
- Helicteres cidii
- Helicteres corylifolia
- Helicteres cuneata
- Helicteres darwinensis
- Helicteres denticulenta
- Helicteres eichleri
- Helicteres eitenii
- Helicteres elliptica
- Helicteres elongata
- Helicteres flagellaris
- Helicteres furfuracea
- Helicteres gardneriana
- Helicteres geoffrayi
- Helicteres guanaiensis
- Helicteres guazumifolia
- Helicteres heptandra
- Helicteres hirsuta
- Helicteres integerrima
- Helicteres integrifolia
- Helicteres isora
- Helicteres jamaicensis
- Helicteres kombolgiana
- Helicteres krapovickasii
- Helicteres laciniosa
- Helicteres lanata
- Helicteres lanceolata
- Helicteres lenta
- Helicteres lhotzkyana
- Helicteres longepedunculata
- Helicteres macropetala
- Helicteres macrothrix
- Helicteres microcarpa
- Helicteres muscosa
- Helicteres nipensis
- Helicteres ovata
- Helicteres pentandra
- Helicteres pilgeri
- Helicteres pintonis
- Helicteres plebeja
- Helicteres procumbens
- Helicteres prostrata
- Helicteres rekoi
- Helicteres rhynchocarpa
- Helicteres rufipila
- Helicteres sacarolha
- Helicteres semiglabra
- Helicteres semitriloba
- Helicteres serpens
- Helicteres sphaerotheca
- Helicteres sundaica
- Helicteres tenuipila
- Helicteres trapezifolia
- Helicteres urupaensis
- Helicteres vallsii
- Helicteres vegae
- Helicteres velutina
- Helicteres viscida
- Helicteres vuarame